# National Provincial Bank
La National Provincial Bank était une banque anglaise fondée en 1833 en vertu du Bank Charter Act, qui encourage la création de banques par actions, assez capitalisées pour faire du crédit à grande échelle.
Dès 1836, elle avait plus de 20 succursales, dont une partie au Pays de Galles, alors en train de s'industrialiser via les mines de charbon du Pays de Galles, car elle avait décidé de s'implanter au-delà du pourtour de 65 miles (105 km) tout autour de Londres, dans lequel seule la Banque d'Angleterre avait le droit d'émettre des billets de banque. La National Provincial Bank put ainsi faire tourner sa proche planche à billets. En 1865, son siège s'installe à Gibson Hall à Londres.
Elle a fusionné en 1970 avec la Westminster Bank, créée en 1834, pour se fondre dans la National Westminster Bank.